# 科爾奇夫卡
49°47′22″N 26°39′33″E / 49.78944°N 26.65917°E
科爾奇夫卡（烏克蘭語：Корчівка）是位於烏克蘭西部的村莊，由赫梅利尼茨基州裡赫梅利尼茨基區的安東尼尼市鎮負責管轄。該村始建於1791年，面積2.12平方公里，海拔高度310米，2001年人口779，人口密度每平方公里367.45人。